# كانديس يو
كانديس يو (بالصينية: 余安安) هي ممثلة صينية، ولدت في 22 أكتوبر 1959 بهونغ كونغ البريطانية في المملكة المتحدة.

## وصلات خارجية
- كانديس يو على موقع IMDb (الإنجليزية)
- كانديس يو على موقع قاعدة بيانات الفيلم (الإنجليزية)